# Limnopithecus
Il limnopiteco (gen. Limnopithecus) è un primate estinto, appartenente agli ominoidei. Visse nel Miocene inferiore (circa 20 - 16 milioni di anni fa) e i suoi resti fossili sono stati ritrovati in Africa orientale.

## Descrizione
Di questo animale sono noti solo frammenti dello scheletro, sufficienti comunque a permettere una ricostruzione. Dai pochi fossili rinvenuti, sembra che Limnopithecus fosse un animale di taglia simile a quella degli odierni gibboni, del peso di circa 4-5 chilogrammi; probabilmente possedeva arti anteriori allungati (anche se non come quelli dei gibboni). Il muso di Limnopithecus era corto, e l'apertura nasale molto stretta. Le orbite erano situate in basso nella faccia, mentre la mandibola era bassa e gracile. Era presente un toro trasversale superiore prominente, mentre quello inferiore era debole (nella specie Limnopithecus evansi) o assente (in L. legetet). Gli incisivi erano piuttosto piccoli, i premolari superiori piuttosto larghi e i molari superiori dotati di cuspidi coniche alte.

## Classificazione
Limnopithecus venne descritto per la prima volta nel 1933, sulla base di materiale cranico proveniente dal Kenya in terreni del Miocene inferiore. La specie tipo è Limnopithecus legetet, che è anche la più antica (20 - 18 milioni di anni). La specie L. evansi sembrerebbe essere leggermente più recente (circa 17-16 milioni di anni). Resti attribuibili a entrambe le specie sono stati ritrovati anche in Uganda.
Limnopithecus è stato inizialmente avvicinato all'origine dei gibboni, ma ora si propende più a considerarlo un ominoide arcaico, parte di uno stock basale che include anche gli antenati degli ilobatidi e degli ominidi. Affinità sono state proposte con Dendropithecus.

## Paleoecologia
Si suppone che Limnopithecus fosse un animale arboricolo che si muoveva agilmente tra i rami; probabilmente si nutriva di foglie e frutta.